# Castell de la Clusa
El Castell de la Clusa és un conjunt de vestigis històrics del terme comunal de les Cluses, a la comarca nord-catalana del Vallespir.
Estan situats a banda i banda de la Roma, en el punt més estret de la vall, cosa que motiva el mateix nom de la comuna, com es veurà tot seguit. La meitat nord-oriental, a la dreta de la Roma, és al mateix poble de la Clusa d'Amunt, a l'entorn de l'església de Santa Maria, o Sant Nazari. La sud-occidental, coneguda popularment com a Castell dels Moros és davant per davant, a l'esquerra de la Roma.
Una part dels vestigis són considerats de l'Antiguitat tardana. Es tracta de les restes de dos antics forts o castells i els de l'antiga porta que tancava el pas per la Via Domícia, en una situació estratègica per al control de les comunicacions.

## Història
Encara que els orígens de la fortificació serien molt més antics, la primera menció a la documentació conservada és de l'any 673, com ja s'ha dit. Es tracta d'un text llatí que empra la forma castrum clausuras per indicar el lloc. Segons alguns estudiosos Castrum significaria un lloc fortificat i clausuras es referiria a un passatge estret, protegit pel castrum. Al segle ix, el mot clausuras amb la interferència del verb cludere (tancar) haurien donat lloc a Clusas, quasi com el nom actual.
Les fortaleses militars foren pròpies de la fi de l'Imperi Romà d'Occident, cap al segle v. En temps del rei visigot Vamba (segle VII), i possiblement per la guerra que tingué amb el seu antic dux Paulus, aquesta fortificació tenia una guarnició permanent. La desaparició de la Via romana, emportada per les riuades de la Roma, hauria causat a l'edat mitjana la pèrdua de valor de les fortificacions.
El conjunt format pel fort de la Clusa d'Amunt i el Castell dels Moros, a la riba esquerre, la Porta de la Clusa, sobre l'antiga Via Domiciana, i el sòl de les parcel·les cadastrals corresponents, va ser declarat monument històric de França el 18 de març del 2010.

## Arquitectura

### Castell de la Clusa
42° 28′ 56″ N, 2° 50′ 36″ E / 42.48222°N,2.84333°E

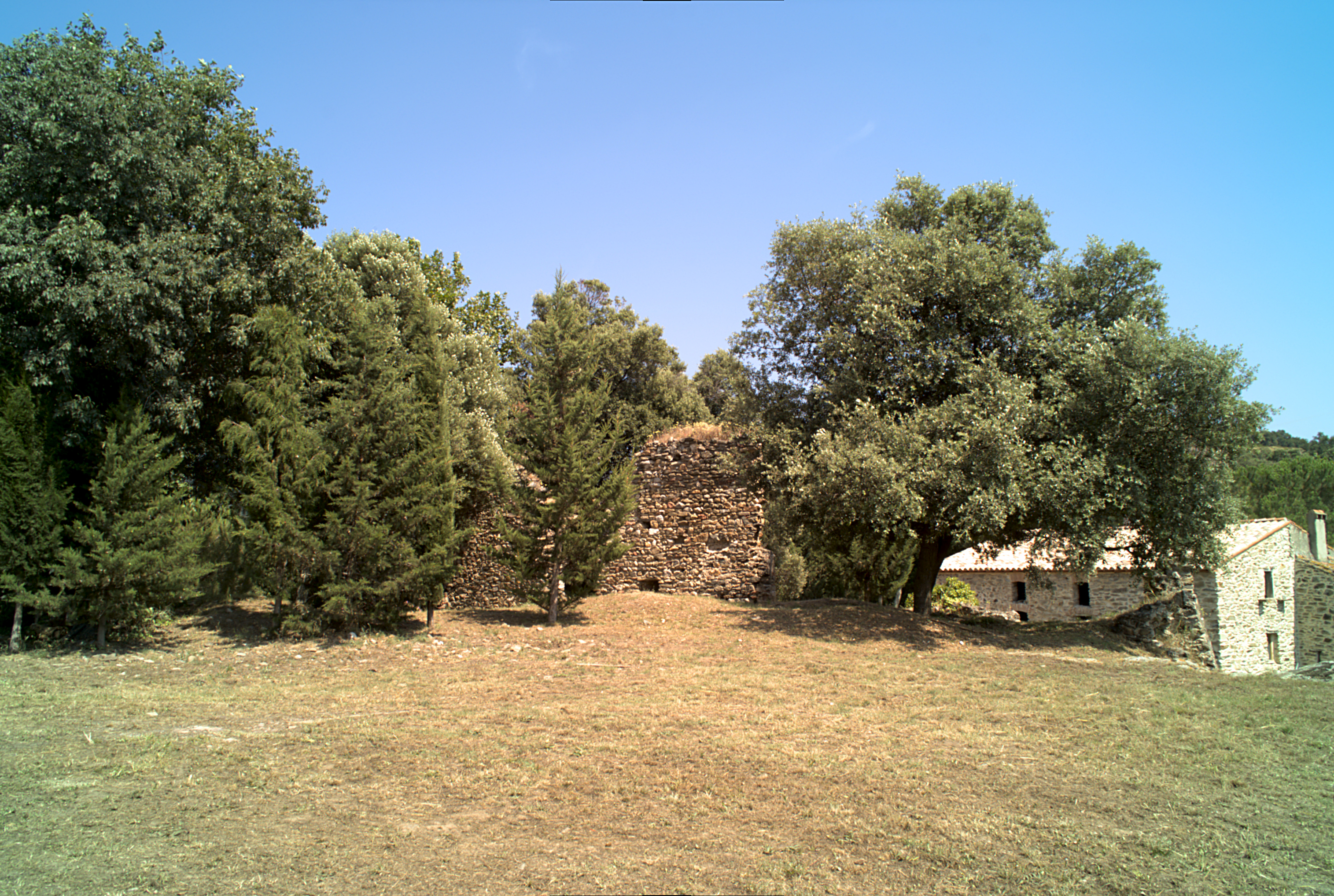
Restes del mur del Castell de la Clusa

El lloc de l'antic castell, de planta triangular, va ser anivellat en terrasses al segle xviii. En el present, l'indret és ocupat principalment per l'església de Santa Maria, o Sant Nazari, de la Clusa, però encara són observables restes del mur est del castell amb els contraforts que el sostenien.
La matèria constructiva principal van ser blocs d'esquist recoberts per morter de calç, per bé que també hi apareixen grans blocs de pedra sorrenca, sembla que reaprofitats del Trofeu de Pompeu del coll de Panissars, i rebliments medievals i moderns.

### Castell dels Moros
42° 28′ 56″ N, 2° 50′ 27″ E / 42.48222°N,2.84083°E

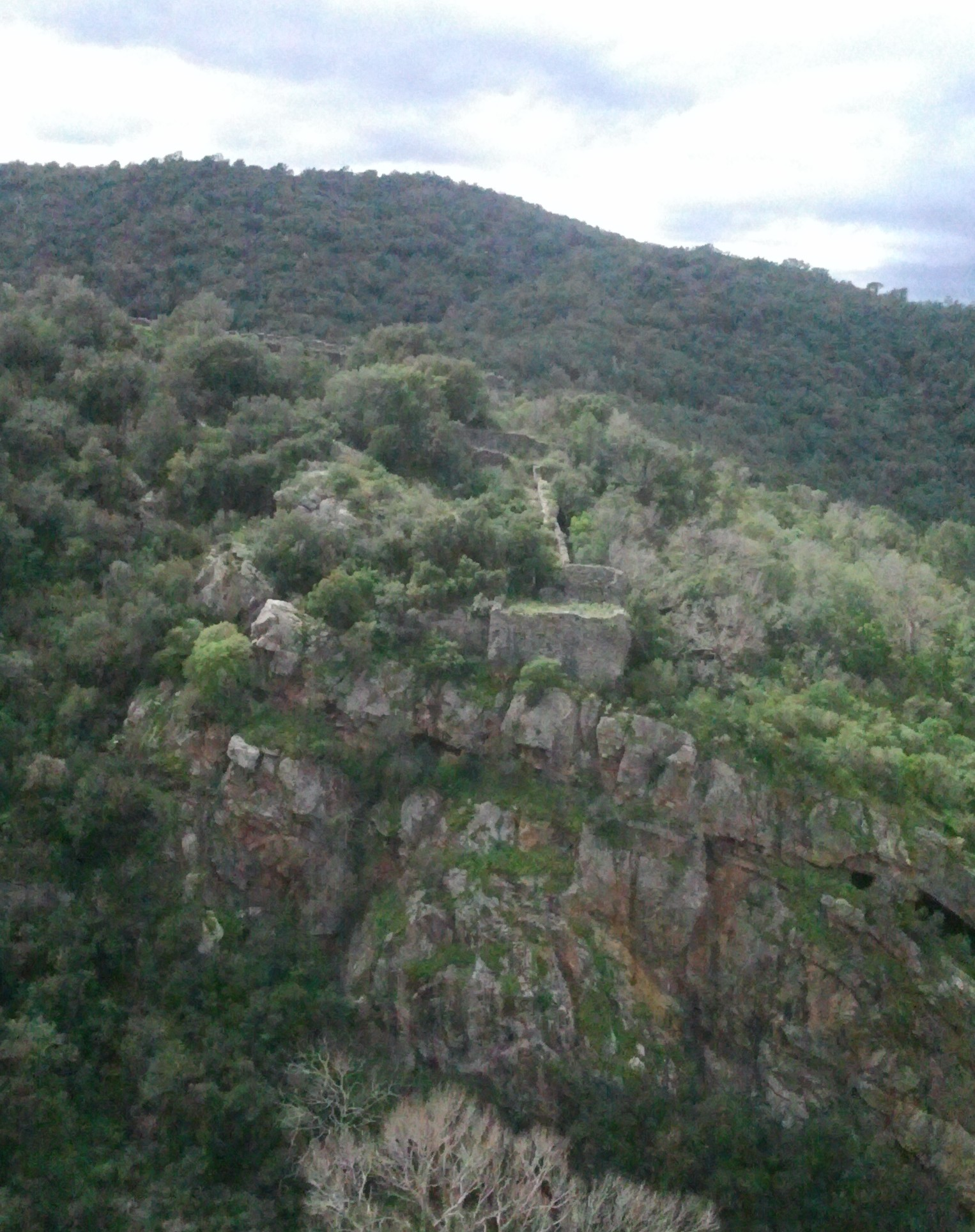
Restes del Castell dels Moros

El castell del Moros (Château des Maures en francès) és la denominació popular del castell situat a la riba esquerra (oest) de la Roma. Malgrat el nom, no té cap relació amb els moro, sinó que n'indicaria una antiguitat pregona en l'imaginari popular. La construcció és de planta trapezoidal, i fa 80 per 140 metres. Conserva tres torres de base quadrada, al nord, i gran part del mur oest, amb una passarel·la i una poterna. Una torre sud, més alta, és anomenada le Donjon, o torre d'homenatge. La muralla sud té una mena de compartiment, com a post de sentinella per vigilar la Via. Diverses excavacions han permès de trobar al castell restes de ceràmica i d'equipament bèl·lic, datades entre finals del segle IV i començaments del V. Se situa en uns cingles per sobre la carretera, cosa que li donava una situació privilegiada.

### Porta de la Clusa
42° 28′ 55.8″ N, 2° 50′ 28.2″ E / 42.482167°N,2.841167°E

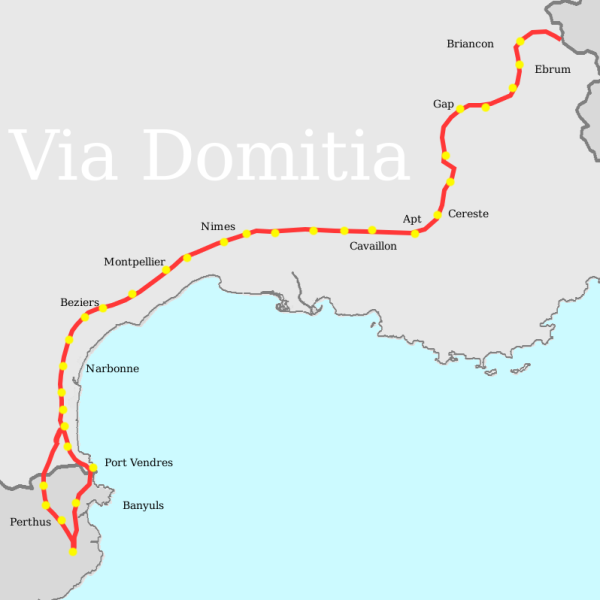
La Via Domícia unia Itàlia i Hispània. Des de Ruscino (molt a prop de l'actual Perpinyà), passant pel punt fortificat de les Cluses, anava a trobar la via Augusta al Coll de Panissars (punt fronterer entre la Narbonense i la Tarraconense.

En un punt inferior a la vall respecte dels dos castells i al lloc on passava l'antiga Via Domícia, hi ha l'antiga porta fortificada que tancava la via. S'ha indicat que la seva situació estratègica, en un engorjat controlat a banda i banda per dos castells, hauria permès al Portorium (burot) de cobrar el "quarantè de les Gàl·lies" de peatge i impost al tràfic que passés de la Tarraconense a la Gàl·lia Narbonesa.
La Via Domícia passava el Tec a prop de Santa Eugènia de Tresmals (en un punt equidistant dels actuals Elna i Palau del Vidre) i, a una casa de postes (Ad stabulum, de situació incerta) es dividia en dos trencalls paral·lels: un que passava per la costa (per Portus Veneris o Portvendres i el coll de Banyuls), i un altre que passava per l'interior, per Ad centuriones (Sant Martí de Fenollar), Castrum Clausurae (la Clusa) i la Mansio Summum Pyrenaeum (al coll de Panissars, on la Via Domícia s'unia a la Via Augusta).